# 亢宿增十
室女座109，又名BD+02 2862，HD 130109、SAO 120648、HR 5511，是室女座的一颗恒星，视星等为3.72，位于銀經355.28，銀緯52.68，其B1900.0坐标为赤經14h 41m 11.5s，赤緯+2° 52.68′ 51″。